# Amiral général Apraxine
Pour les articles homonymes, voir Apraxine.
L’Amiral général Apraxine (en russe : Генерал-адмирал Апраксин) est l'un des huit pré-Dreadnought cuirassés capturés par le flotte impériale du Japon lors de la Guerre russo-japonaise (1904-1905). Il appartient à la classe Amiral Ouchakov, avec l’Amiral Ouchakov et l’Amiral Seniavine.

## Service

### Dans la Marine impériale de Russie
Le 12 novembre 1899, l’Amiral général Apraxine s'échoue sur l'île Gogland Okuda, mais il dispose d'un émetteur radio expérimental. L’équipage de l’Apraxine n'était pas en danger immédiat, mais la mer commençait à geler. Par suite des mauvaises conditions météorologiques et des lenteurs bureaucratiques, l'Amirauté ne put établir de contact radio depuis la station de l'île de Hogland avec l’équipage de l’Apraxine qu'en janvier 1900. Le 5 février, cependant, on parvint à recevoir des messages clairs. Ces messages étaient relayés vers l'île de Hogland par une station située à 25 milles (40,2336 km) au large de Kymi (aujourd'hui Kotka) sur la côte finnoise. Le choix de Kotka venait de ce que c'était le point le plus proche de l’île de Hogland, connectée au quartier-général de la Marine. Lorsque l’Apraxine fut dégagé par le brise-glaces Yermak à la fin d’avril, 440 messages officiels avaient été télégraphiés par le relai de l'île de Hogland. Outre le sauvetage de l’équipage de l’Apraxine, le brise-glaces Yermak permit l'évacuation de plus de 50 pêcheurs finnois dérivant sur un glacier à travers le Golfe de Finlande grâce à la réception de messages de détresse envoyés par ondes hertziennes.
Renfloué le 13 avril 1900, le Général Apraxine est mis en cale sèche afin de subir les réparations nécessaires. Il est restauré dans le port de Kronstadt en 1901. Lors de la déclaration de guerre entre la Russie et le Japon, sur la demande insistante de l'Amirauté, les trois sisters-ships cuirassés obsolètes de classe Amiral Ouchakov sont envoyés en Extrême-Orient afin de renforcer une flotte très éprouvée pendant le siège de Port-Arthur. Les trois navires sont affectés au 3e escadron du Pacifique placé sous les ordres de l'amiral Nikolaï Ivanovitch Nebogatov.
Ces trois cuirassés conçus pour naviguer en mers intérieures seront soumis à de dures épreuves. L’Amiral général Apraxine et les deux sisters-ships font leur jonction avec le 3e escadron du Pacifique dans la baie de Canh Ram (aujourd'hui au Vietnam).

### Bataille de Tsushima
Le 28 mai 1905, l’Amiral Seniavine et l’Amiral général Apraxine sont capturés par les forces navales japonaise. Quant à l’Amiral Ouchakov, sur ordre de son commandant, il est sabordé.

## Historique de l’Okinoshima

### Service dans la Marine impériale du Japon
Les Japonais donnent à l'ex-Amiral général Apraxine le nom d’Okinoshima, qui a pour origine le nom de la petite île de Munakata située dans la préfecture de Fukuoka, site d'un célèbre sanctuaire shinto, situé non loin du lieu où se déroule la bataille de Tsushima. L’Okinoshima est affecté à la 2e Flotte japonaise comme cuirassé de défense côtière.
Lors de la Première Guerre mondiale, il prend part à la bataille de Quingdao contre les forces navales allemandes (31 octobre-7 novembre 1914). Prise de guerre, le cuirassé, en partie désarmé, est utilisé comme navire école. Rebaptisé Okinoshima, il est requalifié en 1922 comme navire entrepôt pour les sous-marins.
Mis hors service le 1er avril 1922, vendu à une entreprise privée, l’Okinoshima est transformé en navire musée commémorant la bataille de Tsushima, il est ancré dans le port de Tsuyazaki Fukuoka. En 1939, gravement endommagé lors d'une tempête, il est abandonné.